# Estádio Municipal de Aveiro
Az Estádio Municipal de Aveiro egy labdarúgó-stadion Aveiróban, Portugáliában.
A 2004-es labdarúgó-Európa-bajnokság egyik helyszíne volt. Befogadóképessége 30 200 fő számára biztosított, amely mind ülőhely.

## Események

### 2004-es Európa-bajnokság
| Dátum       | Időpont UTC+2 | Pályaválasztó | Eredmény | Vendég     | Forduló   | Nézők  |
| ----------- | ------------- | ------------- | -------- | ---------- | --------- | ------ |
| 2004.06.15. | 18.00         | Csehország    | 2–1      | Lettország | D csoport | 24 744 |
| 2004.06.19. | 20.45         | Hollandia     | 2–3      | Csehország | D csoport | 29 935 |